# High Speed 1
La High Speed 1 (HS1, « ligne à grande vitesse no 1 »), également appelée Channel Tunnel Rail Link (CTRL, « Liaison Ferroviaire du Tunnel sous la Manche »), est la première ligne à grande vitesse construite au Royaume-Uni. Longue de 109,9 kilomètres, elle relie l'extrémité britannique du tunnel sous la Manche à Londres. C'est la première grande ligne de chemin de fer construite au Royaume-Uni depuis le XIXe siècle.
L'ouverture de la première section en 2003 a permis de réduire le temps de parcours pour les Eurostar de 17 minutes.
L'ouverture de la seconde section, le 14 novembre 2007, a permis de réduire de nouveau le temps de trajet de 20 minutes. Il est désormais possible de relier Londres (gare de Saint-Pancras) à Paris (gare du Nord) en 2 h 15, à Lille (Lille-Europe) en 1 h 22, ou à Bruxelles (Bruxelles Midi) en 1 h 51.
Cette ligne, qui a les mêmes caractéristiques techniques qu'une LGV française, possède le quart de son parcours en souterrain. Son coût total est évalué à 7,6 milliards de livres Sterling.

## Contexte
En France, la LGV Nord parcourue à 300 km/h, a été mise en service peu avant l'ouverture du tunnel sous la Manche en 1994. Son prolongement de la frontière française jusqu'à Bruxelles a été ouvert en 1997. En Grande-Bretagne, les trains Eurostar empruntaient le réseau existant, alimenté par troisième rail à la tension de 750 V continu. La cohabitation avec le trafic local et la faible puissance que peut transmettre le troisième rail électrifié limitent la circulation des trains Eurostar à vitesse moyenne à 161 km/h (100 miles par heure) ainsi que les fréquences par manque de sillons disponibles. En outre, le mauvais état des voies provoquait des retards fréquents et imprévisibles, réduisant l'attrait du service Eurostar pour les clients.
Le consortium London and Continental Railways (LCR) a été sélectionné par le gouvernement britannique en 1996 pour entreprendre la construction de la ligne et assurer la partie britannique de l'exploitation de l'Eurostar, Eurostar (UK). À l'origine, les membres du consortium LCR étaient : National Express Group, Virgin Group, SBC Warburg, Bechtel et London Electric. Alors que le projet a été élaboré par British Rail, il a été géré par Union Railways, qui est devenue ensuite une filiale en propriété exclusive de LCR.
À l'origine, l'ensemble de l'itinéraire devait être construit comme un seul et même projet. Toutefois, en 1998, il a rencontré de graves difficultés financières et son avenir semblant incertain, le projet a été scindé en deux phases distinctes, qui seraient gérées par Union Railways (South) et Union Railways (North). Un programme de redressement a été décidé par lequel LCR a vendu, appuyé par le gouvernement, des obligations d'une valeur de 1,6 milliard de livres sterling afin de payer la construction de la section 1, l'avenir de la section 2 étant toujours flou. L'intention initiale était que la nouvelle voie ferrée, une fois terminée, serait gérée par Union Railways comme une ligne à part du reste du réseau ferroviaire britannique. Toutefois, dans le cadre du plan de sauvetage de 1998, il a été convenu que, à son achèvement, la section 1 serait achetée par Railtrack, avec une option d'achat pour la section 2. En retour, Railtrack s'est engagé à exploiter l'ensemble du parcours ainsi que la gare St Pancras de Londres, qui, contrairement à toutes les autres gares de l'ancien British Rail, a été transférée à LCR/Union Railways en 1996.
En 2001, Railtrack a annoncé qu'à cause de ses propres problèmes financiers, il n'envisageait pas de s'engager à acheter la section 2 une fois qu'elle serait achevée. Cela a déclenché une deuxième restructuration. Le plan de 2002 a prévu que les deux sections auraient deux propriétaires (Railtrack pour la section 1, LCR pour la section 2), mais avec une gestion commune menée par Railtrack. En raison de nouveaux problèmes financiers pour Railtrack, sa participation à la CTRL a été revendue à LCR, qui a ensuite vendu les droits d'exploitation de la ligne achevée à Network Rail, le successeur de Railtrack. En vertu de cet arrangement LCR est devenu le seul propriétaire des deux sections de la CTRL et de la gare de St Pancras, conformément au plan original de 1996.
En conséquence de la restructuration du projet, le consortium LCR est, à compter de 2006, constitué par les entreprises de construction Arup, Bechtel, Halcrow and Systra (qui forment Rail Link Engineering (RLE)), les opérateurs de transport National Express Group et la SNCF (qui exploite la partie Eurostar (UK) du service Eurostar avec la SNCB et British Airways), EDF et la banque d'investissement UBS. Une fois les sections 1 et 2 de la ligne achevées par RLE, elles ont été respectivement remises à Union Railways (South) et Union Railways (North), qui les ont ensuite remises à la London & Continental Stations and Property (LCSP), qui est devenue le propriétaire à long terme de la ligne avec la gestion, l'exploitation et l'entretien assuré par Network Rail.
En février 2006, il y eut de fortes rumeurs selon lesquelles une « tierce partie » (considérée comme un consortium dirigé par le banquier Sir Adrian Montague) avait manifesté de l'intérêt pour le rachat des partenaires présents dans le projet. Les actionnaires de LCR ont ensuite rejeté la proposition, et le gouvernement britannique, qui effectivement pourrait ne pas prendre en compte la décision des actionnaires à la suite du reclassement de la LCR comme organe appartenant à l'État a décidé que les discussions avec les actionnaires ne devraient pas avoir lieu immédiatement, apportant un soutien efficace aux vues des actionnaires sur le projet de reprise.

## Le projet
La ligne CTRL compte 108 kilomètres de long et possède deux voies banalisées parcourables à la vitesse maximale de 300 km/h. Le temps de parcours de la gare de St Pancras à Londres à l'entrée du tunnel sous la Manche est d'environ 35 minutes.
Le premier tronçon, long de 74 km, entre la sortie du tunnel sous la Manche et le raccordement de Fawkham dans le Nord du Kent a été mis en chantier le 5 octobre 1998, inauguré le 16 septembre 2003 par le Premier ministre britannique, avec une mise en service commerciale le 28 septembre 2003. Cela a permis de réduire de 17 minutes le temps de trajet entre Paris et Londres (soit 2 h 35 min) mais aussi entre Bruxelles et Londres.
Ce tronçon longe la voie ferrée existante entre la sortie du tunnel sous la Manche et Ashford, puis longe l'autoroute M20 jusqu'à Maidstone, comprend un viaduc de 1,2 kilomètre sur la rivière Medway puis un tunnel de 3,2 kilomètres de long et 12 mètres de diamètre sous les North Downs. Au cours des circulations d'essais avant l'ouverture du tronçon à la circulation, un nouveau record britannique de vitesse sur rail a été établi à 334,7 km/h le 30 juillet 2003. Le précédent était alors détenu par le Advanced Passenger Train qui avait atteint 259,5 km/h en 1979. Pour arriver à Londres, les trains continuent alors d'emprunter les voies existantes aboutissant à la gare de Waterloo dans le centre de Londres. Une grande partie de la nouvelle ligne à grande vitesse longe les autoroutes M2 et M20 à travers le Kent.
Le deuxième tronçon du projet, qui a été ouvert le 14 novembre 2007, s'étend sur 39,4 kilomètres depuis Ebbsfleet (près de Northfleet) jusqu'à la gare de Saint-Pancras. Il comprend deux nouvelles gares (Ebbsfleet et Stratford International à Londres). La section débute par un tunnel de 2,5 kilomètres sous la Tamise près de Dartford, puis longe les voies de la London, Tilbury and Southend Railway jusqu'à Dagenham, avant de se poursuivre via un tunnel à deux galeries jumelées de 19 km qui prend fin au-dessus de la East Coast Main Line près de la gare de St Pancras. Ce deuxième tronçon ouvert, tous les Eurostar desservent la gare de Saint-Pancras au lieu de la gare de Waterloo, qui ne recevra plus aucun train Eurostar (disparition des services de douane britannique) et sera reconvertie pour la desserte nationale anglaise.
Le 6 mars 2007, un Eurostar a parcouru la phase 2 du projet et a relié la gare de St Pancras, pour la première fois.

## Financement
Le projet CTRL est l'un des exemples les mieux réussis d'un partenariat public-privé (PPP) concernant l'aménagement et l'investissement à l'initiative du ministère des Transports du Royaume-Uni.
- Coût de la construction et de l'achat des terrains de la section 1 : 1,9 milliard de livres sterling
- Coût de la construction et de l'achat des terrains de la section 2 : 3,9 milliards de livres sterling
- Coût de la construction et de l'achat des terrains du dépôt de Temple Mills : 350 millions de livres sterling
- Contribution du secteur public (Subvention en capital : 1,8 milliard de livres sterling (NRV)

## Aspects techniques
Le projet CTRL, qui englobe aussi bien de grands ouvrages (ponts, tunnels) que la construction de nombreux kilomètres de voies nouvelles, est l'un des plus importants chantiers de génie civil du Royaume-Uni. La longueur combinée des tunnels est presque aussi importante que le tunnel sous la Manche proprement dit. La conception technique de la ligne elle-même est pour l'essentiel due comme pour la LGV 1 en Belgique à l'ingénierie de la SNCF, qui exploite les LGV existantes en France.
Le forage des galeries jumelles sous la ville de Londres a été entrepris à partir de Stratford à la fois vers l'Ouest en direction de Saint-Pancras et vers l'Est en direction de Dagenham et simultanément à partir de Dagenham vers l'Ouest pour atteindre les tunnels forés à partir de Stratford. Les tunneliers mesuraient 120 mètres de longueur pour une masse de 1 100 tonnes. La profondeur du tunnel varie de 24 à 50 mètres.
À la gare de Saint-Pancras, l'extension des installations a permis de doubler la longueur et le nombre des quais où sont reçues les rames Eurostar, ainsi que de fournir des quais supplémentaires pour les relations nationales existantes pour la Midland Mainline et tous les nouveaux services fondés sur le CTRL. Une jonction complexe a été construite au Nord de St Pancras avec des connexions aux East Coast Main Line, North London Line (pour l'accès à la West Coast Main Line) et à la Ligne principale des Midlands (en), grandes lignes ferroviaires britanniques en direction du Nord de l'Angleterre et de l'Écosse. Une connexion avec la ligne à grande vitesse en projet High speed 2 sera mise en place, permettant un temps de parcours entre Manchester et Paris de 3h30.
La CTRL est construite au gabarit européen, plus large que le gabarit britannique, et qui est celui des rames TGV et Eurostar. Elle est empruntée la nuit par des trains de marchandises européens à ce gabarit.

## Informations complémentaires
À la suite de protestations locales, les plans initiaux ont été modifiés pour mettre en souterrain une plus grande longueur de la ligne à l'approche de Saint-Pancras. Ainsi la ligne passe en dessous, plutôt qu'à côté, de la ligne du North London et continue vers Saint-Pancras en souterrain alors qu'initialement ce dernier tronçon devait être en viaduc. Les travaux de la CTRL ont provoqué des perturbations considérables, mais ils ont également réveillé le secteur et entraîné un nouveau développement dans une zone de friches industrielles et ferroviaires proche des gares de King's Cross et Saint-Pancras.
La deuxième étape du projet, qui met Stratford à 7 minutes de Saint-Pancras grâce à des trains rapides, l'Olympic Javelin, exploités par Southeastern, a été un élément important dans le succès de la candidature de Londres aux Jeux olympiques d'été de 2012.
Le mardi 16 août 2005, l'incendie d'un train de maintenance dans le tunnel sous la Tamise a provoqué la mort de deux ouvriers,. Malgré tout, le projet détient le record du plus petit nombre de décès causés par des accidents lors de la construction d'une importante ligne de chemin de fer en Grande-Bretagne.
Le 4 septembre 2007, une rame Eurostar a parcouru le trajet de la Gare du Nord à Paris à St Pancras en 2 heures 3 minutes et 39 secondes. Le 19 septembre 2007, une autre rame Eurostar a parcouru le trajet de Bruxelles à St Pancras en 1 heure 43 minutes.
Les travaux ont par ailleurs permis de mettre au jour un ancien marécage datant de cinquante-cinq millions d'années, apportant des éléments scientifiques sur le réchauffement climatique qui s'est déroulé durant la transition entre le Paléocène et l'Éocène.